# Yassıbağ, Bayramiç
Yassıbağ là một xã thuộc huyện Bayramiç, tỉnh Çanakkale, Thổ Nhĩ Kỳ. Dân số thời điểm năm 2011 là 442 người.